# 怒族

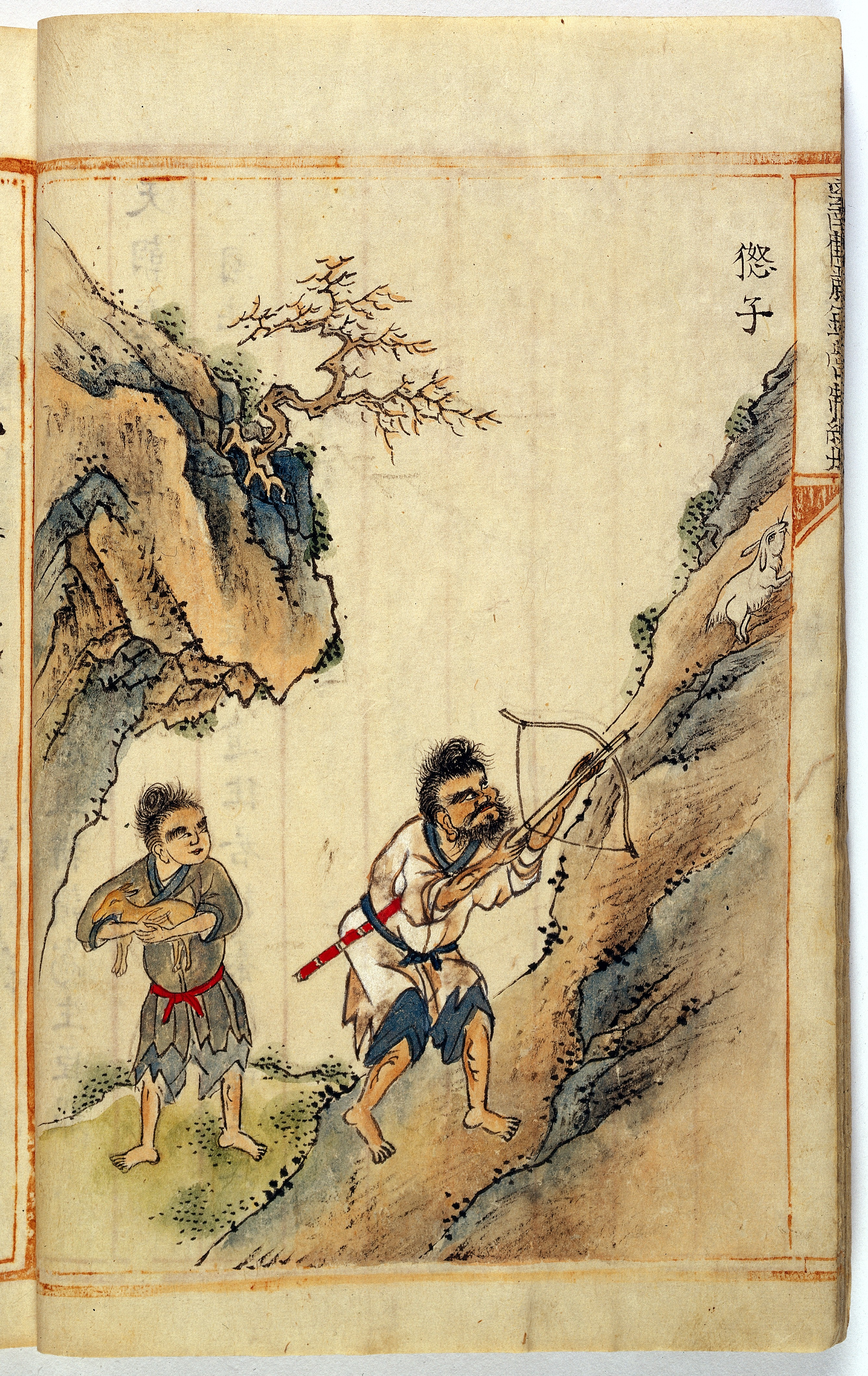

怒族主要分布在中国云南省怒江傈僳族自治州的贡山独龙族怒族自治县，人口约为2.8万人（2000年）。使用多种语言，差异明显，互相不能通话。没有本民族的文字，多使用漢文，但由于与傈僳族长期共处，多数人会讲傈僳语。
怒族的傳統信仰是火教，同时很多人也信仰藏传佛教，近代以来更多的人信奉基督教。
怒族族名来自于其民族居住于怒江两岸，是怒江和澜沧江两岸古老的民族之一。

## 集聚地
有四个支系：

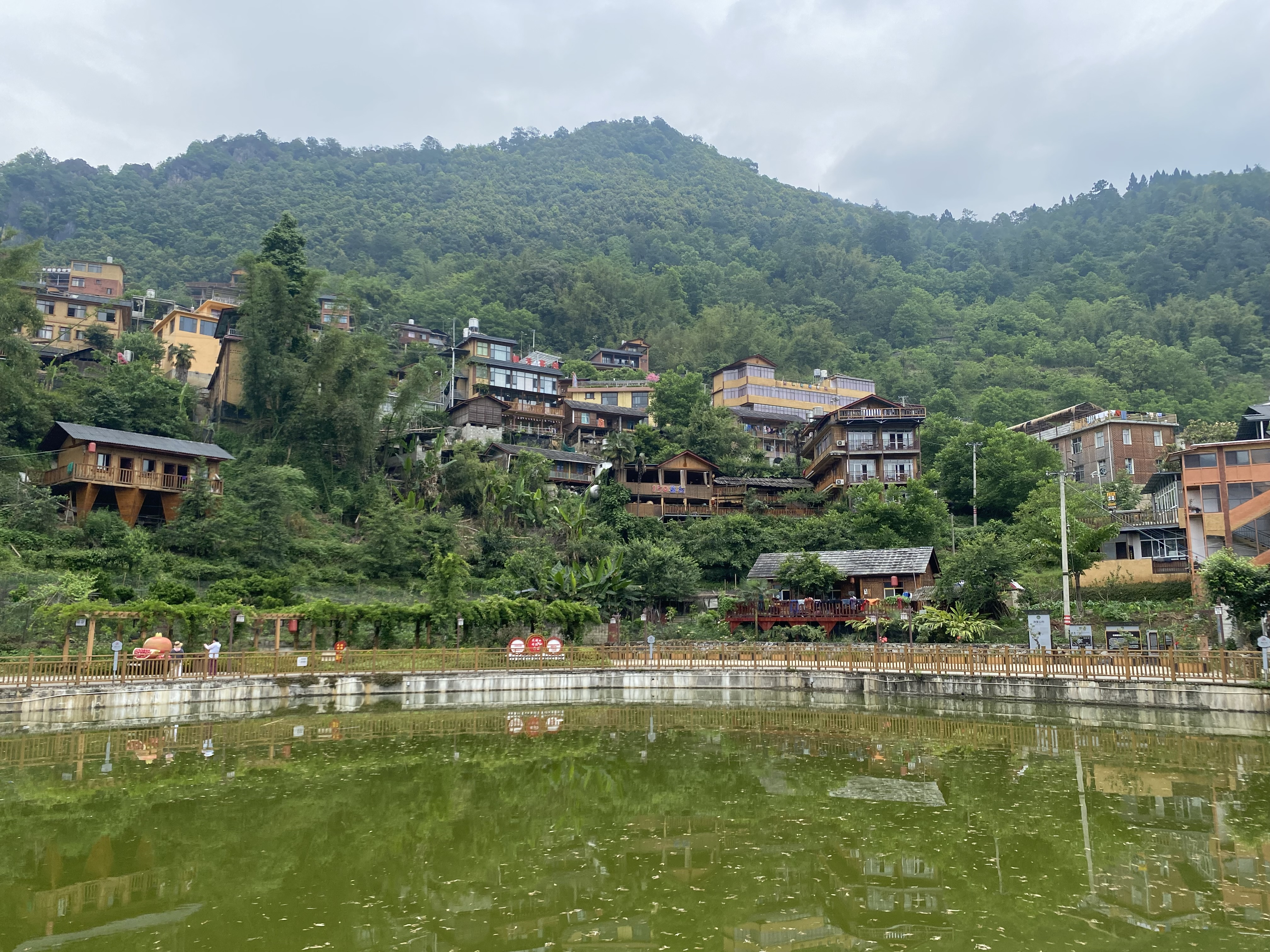
福贡县匹河怒族乡老姆登村，典型怒族村寨

- 怒苏支系，12000人，分布在怒江傈僳族自治州的泸水县和福贡县，自称怒苏，说怒苏语，属于彝语支，分3个方言。
- 柔若支系，2200人，分布在怒江傈僳族自治州的兰坪县，少量分布在泸水县，说柔若语，属于彝语支。
- 阿侬支系，7000人，分布在怒江傈僳族自治州的福贡县，自称阿侬，多数已改用傈僳语或汉语，仅有380人说阿侬语，属于侬语支。
- 独龙支系，6500人，分布在怒江傈僳族自治州贡山县的丙中洛区，自称也是阿侬，说独龙语贡山方言，属于侬语支。

- 自治县
  - 贡山独龙族怒族自治县（云南省怒江州）
- 自治乡镇
  - 匹河怒族乡（云南省怒江州福贡县）

## 文化教育
- 2004年，在清华大学计算机系完成本科、硕士、博士学业的杨武勇，是怒族历史上首位博士。2014年6月22日，怒族学生桑舒平在武汉大学公共卫生学院获得医学博士学位，成为怒族历史上首位女博士。